# Sköldpaddan och haren

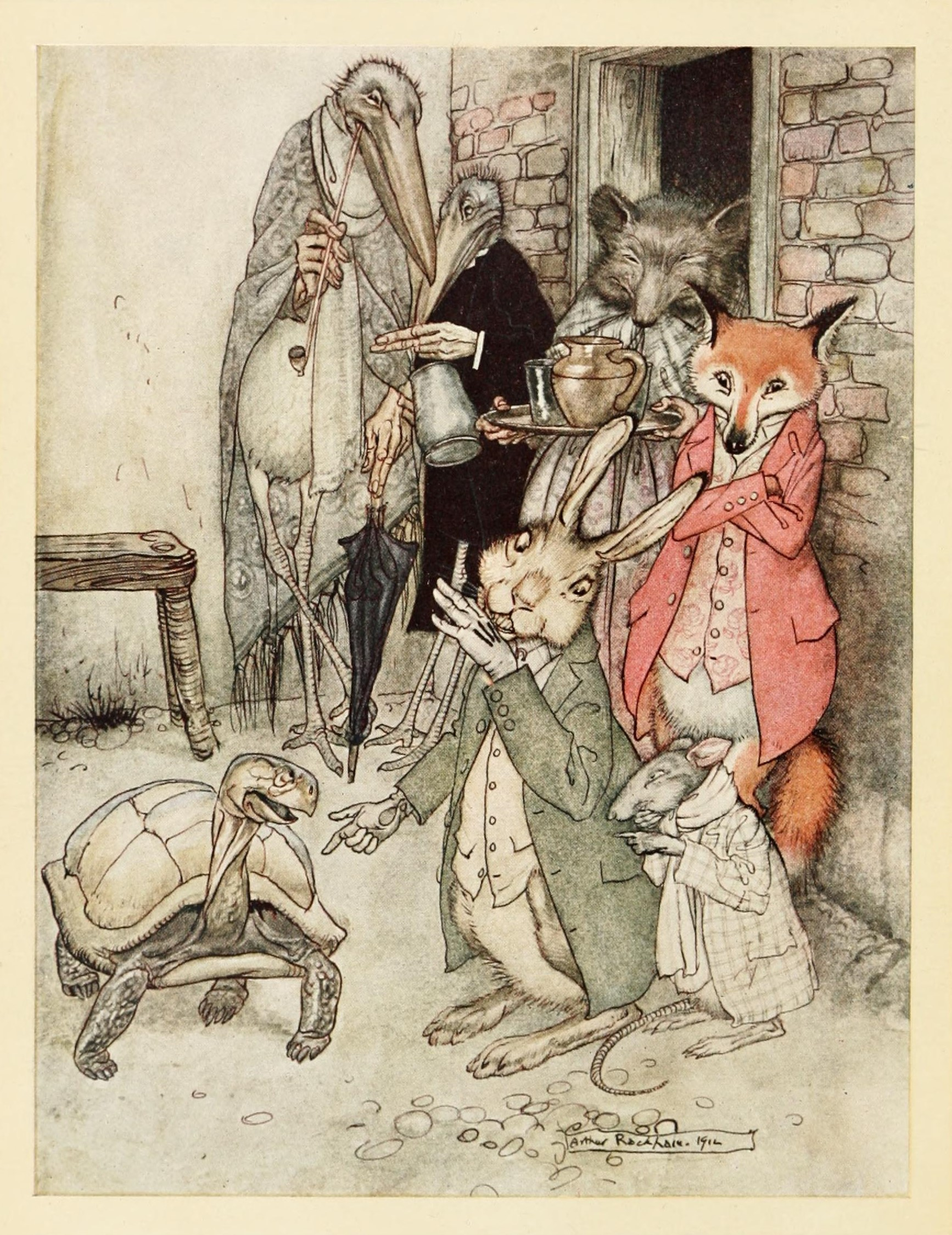
Illustration av Arthur Rackham, 1912

Sköldpaddan och haren är en av Aisopos fabler, och har nummer 226 i Perrys index. Den handlar om en sköldpadda som lyckas vinna en kapplöpning mot en hare.
1935 utkom en tecknad kortfilm med samma namn baserad på berättelsen producerad av Walt Disney.

### Fotnoter
1. ↑  Aesopica site
2. ↑  Christopher Lucas (2019). Top Disney: 100 Top Ten Lists of the Best of Disney, from the Man to the Mouse and Beyond. Rowman & Littlefield. sid. 130. ISBN 978-1493037728